# Saponay
Saponay é uma comuna francesa na região administrativa de Altos da França, no departamento de Aisne. Estende-se por uma área de 9,93 km². Em 2010 a comuna tinha 288 habitantes (densidade: 29 hab./km²).